# Башуева
Башуева — упразднённая деревня в Вагайском районе Тюменской области России. Входила в состав Черноковского сельского поселения. В 2004 году исключена из учётных данных, в связи с прекращением существования.

## География
Деревня находилась в восточной части Тюменской области, в пределах подтаёжно-лесостепного района лесостепной зоны, на левом берегу реки Вагай, на расстоянии примерно 11,5 километра (по прямой) к юго-востоку от села Чёрное.

## История
До 1917 года входила в состав Черноковской волости Тобольского уезда Тобольской губернии. По данным на 1926 год деревня Бушуева состояла из 20 хозяйств. В административном отношении входила в состав Сычевского сельсовета Черноковского района Тобольского округа Уральской области.

## Население
| 1989 | 2002 |
| ---- | ---- |
| 0    | →0   |

По данным переписи 1926 года в деревне проживало 88 человек (37 мужчин и 51 женщина), в том числе: русские составляли 100 % населения.